# If Two Worlds Kiss
If Two Worlds Kiss  es el primer álbum de estudio y álbum debut de la banda alemana de rock: Pink Turns Blue. El álbum es considerado por algunos una joya oculta de la escena del rock gótico y del post-punk. y también un álbum actualmente de culto, Igual siendo buscado por coleccionistas y seguidores de culto.
Se le considera el mayor trabajo hecho por el grupo, ya que por su álbum debut incursiono con canciones como "Walking On Both Sides" y "After All" y la que los llevó a reconocerse de forma independiente "State of Mind".
Ese mismo año después de su lanzamiento en 1987 se lanzó una edición con 1 sencillo extra de "Walking On Both Sides" en una edición "Special Edit" y en el 2019 se lanzó una edición en formato de vinilo llamada "Clear Red Vinyl" por la discográfica Dais Records que igual incluye el sencillo "A Moment Sometimes".

## Lista de canciones
Toda la música compuesta por Pink Turns Blue. 
| If Two Worlds Kiss |                              |          |  |
| N.º                | Título                       | Duración |  |
| 1.                 | «I Coldly Stare Out»         | 5:36     |  |
| 2.                 | «After All»                  | 4:26     |  |
| 3.                 | «Walking on Both Sides»      | 3:42     |  |
| 4.                 | «State of Mind»              | 3:56     |  |
| 5.                 | «When It Rains»              | 3:18     |  |
| 6.                 | «If Two Worlds Kiss»         | 4:57     |  |
| 7.                 | «That Was You»               | 3:56     |  |
| 8.                 | «Missing You»                | 3:17     |  |
| 9.                 | «When the Hammer Comes Down» | 3:37     |  |
| 36:45              |                              |          |  |

### Sencillos Extras
En algunas ediciones del álbum se incluyen los siguientes sencillos
- "A Moment Sometimes" - 4:00
- "Walking on Both Sides (Special Edit)" - 3:21

## Personal
Las canciones del álbum fueron escritas por Mic Jogwer y Tom Elbern
- Mic Jogwer - vocal, guitarra
- Ruebi Walter - bajo, teclados
- Marcus Giltjes - batería
- Tom Elbern - guitarra, vocal de apoyo

### Personal adicional
- Micky Meuser - productor
- Volkmar Kramarz - productor
- M. Schmitz - productor